# Hlinczuki
Hlinczuki (ukr. Глинчуки, Hłynczuky) – wieś na Ukrainie, w  obwodzie tarnopolskim, w rejonie tarnopolskim .
Do 2020 w rejonie zbaraskim.